# Pierre-Augustin Hulin
Pierre-Augustin Hulin, född 6 september 1758, död 9 januari 1841, var en fransk militär, från 1808 greve.
Hulin deltog 1789 i Bastiljens stormning, ådrog sig under fälttågen i Italien Napoleon Bonapartes uppmärksahet och slöt sig nära till honom. 1803 blev Hulin generallöjtnant och presiderade 1804 – trots fullständig avsaknad av juristkunskaper i den krigsrätt som dömde Louis Antoine Henri de Bourbon till döden. Han blev senare kommendant i Paris och var som sådan 1812 den som stoppade Claude François de Malets kuppförsök. Han landsförvisades 1816 men fick tillstånd att återvända till Frankrike och levde därefter länge i fattigdom och blindhet.